# Liste des circonscriptions législatives de l'Hérault
Le département français de l'Hérault est, sous la Cinquième République, constitué de cinq circonscriptions législatives de 1958 à 1986, de sept circonscriptions après le redécoupage électoral de 1986 puis de neuf circonscriptions depuis le redécoupage de 2010, entré en application à compter des élections législatives de 2012.

## Présentation
Par ordonnance du 13 octobre 1958 relative à l'élection des députés à l'Assemblée nationale, le département de l'Hérault est d'abord constitué de cinq circonscriptions électorales. 
Lors des élections législatives de 1986 qui se sont déroulées selon un mode de scrutin proportionnel à un seul tour par listes départementales, le nombre de sièges de l'Hérault a été porté de cinq à sept.
Le retour à un mode de scrutin uninominal majoritaire à deux tours en vue des élections législatives suivantes, a maintenu ce nombre de sept sièges,, selon un nouveau découpage électoral.
Le redécoupage des circonscriptions législatives réalisé en 2010 et entrant en application à compter des élections législatives de juin 2012, a modifié le nombre et la répartition des circonscriptions de l'Hérault, porté à neuf du fait de la forte croissance démographique du département.

## Composition des circonscriptions

### Composition des circonscriptions de 1958 à 1986
À compter de 1958, le département de l'Hérault comprend cinq circonscriptions regroupant les cantons suivants :
- 1re circonscription :  Castries, Lunel, Mauguio, Montpellier-I, Montpellier-II.
- 2e circonscription : Aniane, Le Caylar, Claret, Clermont-l'Hérault, Ganges, Gignac, Lodève, Lunas, Les Matelles, Montpellier-III, Saint-Martin-de-Londres.
- 3e circonscription : Florensac, Frontignan, Mèze, Montagnac, Pézenas, Roujan, Sète.
- 4e circonscription : Agde, Bédarieux, Béziers-I, Murviel-lès-Béziers, Olargues, Saint-Gervais-sur-Mare, Servian.
- 5e circonscription : Béziers-II, Capestang, Olonzac, Saint-Chinian, Saint-Pons, Saint-Pons-de-Salvetat-sur-Agout.

### Composition des circonscriptions de 1988 à 2012
À compter du découpage de 1986, le département de l'Hérault comprend sept circonscriptions regroupant les cantons suivants :
- 1re circonscription : Montpellier-I, Montpellier-IV, Montpellier-V, Montpellier-VI.
- 2e circonscription : Montpellier-II, Montpellier-VII, Montpellier-IX, Montpellier-X.
- 3e circonscription : Castries, Lunel, Mauguio, Montpellier-III communes de Campagne, Garrigues.
- 4e circonscription : Aniane, Le Caylar, Claret (sauf communes de Campagne et Garrigues), Clermont-l'Hérault, Ganges, Gignac, Lodève, Lunas, Les Matelles, Montpellier-VIII, Saint-Martin-de-Londres.
- 5e circonscription : Bédarieux, Capestang, Florensac, Montagnac, Murviel-lès-Béziers, Olargues, Olonzac, Pézenas, Roujan, Saint-Gervais-sur-Mare, canton de Saint-Pons, Saint-Pons-de-Salvetat-sur-Agout, Servian.
- 6e circonscription : Béziers-I, Béziers-II, Béziers-III, Béziers-IV.
- 7e circonscription : Agde, Sète-I, Sète-II, Frontignan, Mèze.

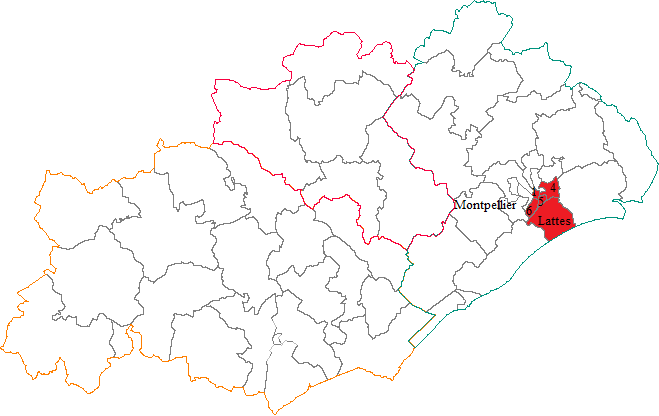
1re circonscription (1988-2012)
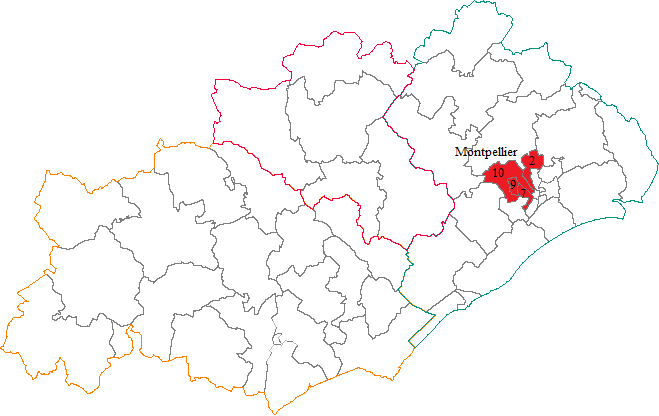
2e circonscription (1988-2012)
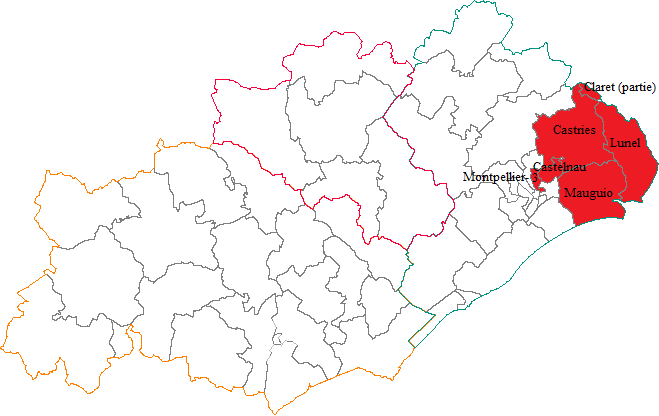
3e circonscription (1988-2012)
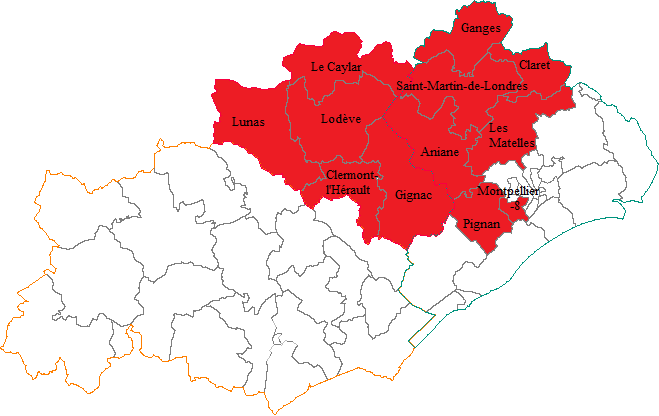
4e circonscription (1988-2012)
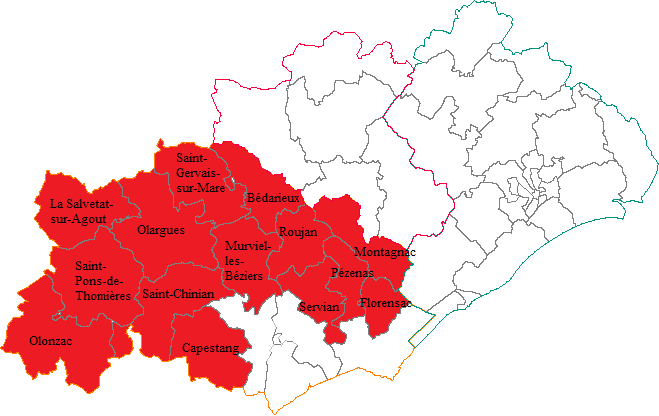
5e circonscription (1988-2012)
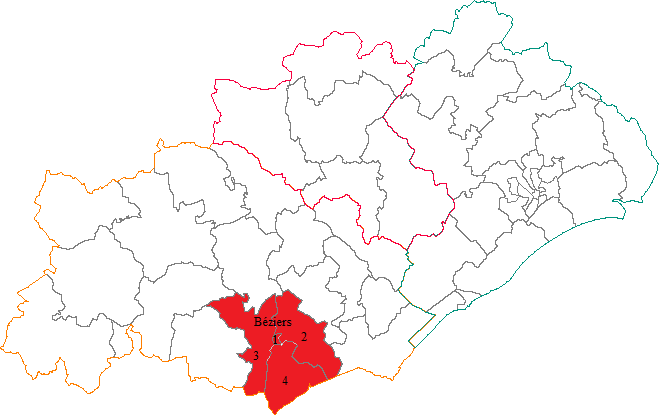
6e circonscription (1988-2012)
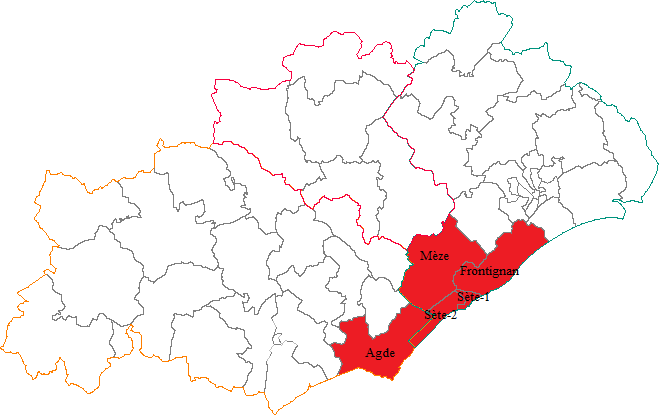
7e circonscription (1988-2012)

### Composition des circonscriptions à compter de 2012
Depuis le nouveau découpage électoral, le département comprend neuf circonscriptions regroupant les électeurs des subdivisions administratives et collectivités suivantes :
- 1re circonscription : une partie du canton de Lattes, cantons Montpellier-IV Montpellier-V, Montpellier-VI, Montpellier-VIII et une partie du canton de Frontignan (seulement la commune de Villeneuve-lès-Maguelone) ;
- 2e circonscription : cantons de Montpellier-I, Montpellier-III, Montpellier-VII et Montpellier-IX ;
- 3e circonscription : cantons de Castelnau-le-Lez, Castries, Montpellier-II et une partie des cantons de Lunel (seulement les communes de Boisseron, Saturargues, Saussines, Saint-Christol, Saint-Sériès, Vérargues et Villetelle) et Claret (seulement son exclave des communes de Campagne et Garrigues) ;
- 4e circonscription : cantons de Aniane, Le Caylar, Ganges, Gignac, Lodève, Les Matelles, Mèze, Saint-Martin-de-Londres et une partie du canton de Claret (sauf son exclave des communes de Campagne et Garrigues) ;
- 5e circonscription : cantons de Bédarieux, Capestang, Clermont-l'Hérault et Lunas, Montagnac, Murviel-lès-Béziers, Olargues, Olonzac, Roujan, Saint-Chinian et Saint-Gervais-sur-Mare, Saint-Pons-de-Thomières et La Salvetat-sur-Agout ;
- 6e circonscription : cantons de Béziers-I, Béziers-II, Béziers-III et Béziers-IV ;
- 7e circonscription : cantons de Agde, Florensac, Pézenas, Servian, Sète-I et Sète-II ;
- 8e circonscription : cantons de Montpellier-X, Pignan et une partie du canton de Frontignan (toutes les communes sauf Villeneuve-lès-Maguelone), ;
- 9e circonscription : canton de Mauguio, une partie du canton de Montpellier-III et une partie du canton de Lunel (toutes les communes sauf Boisseron, Saturargues, Saussines, Saint-Christol, Saint-Sériès, Vérargues et Villetelle), .